# Pelly (rivière)
La rivière Pelly est un cours d'eau du Yukon au Canada, de 529 km de long. C'est un affluent du fleuve Yukon.
Elle prend sa source dans les Montagnes Mackenzie et coule en direction du nord-ouest jusqu'à son confluent avec le Yukon à l'emplacement de l'ancien comptoir de fourrures de Fort Selkirk, à l'ouest de Pelly Crossing.
Son nom lui a été donné par Robert Campbell, explorateur, en l'honneur de sir John Pelly, homme d'affaires anglais, dirigeant de la Compagnie de la Baie d'Hudson.

## Cours
La rivière Pelly est issue d'un glacier sur les pentes ouest des montagnes Selwyn, à 1 400 m d'altitude, près de la frontière entre le Yukon et les Territoires du Nord-Ouest. Elle coule vers le sud et vers l'ouest au travers d'une large vallée, en recevant de petits affluents sur sa rive est. Elle passe au travers du lac Pelly, et tourne ensuite vers le nord-ouest, où elle reçoit les eaux de la rivière Ross. Elle rejoint alors la rivière Lapie, et traverse Faro.
À son confluent avec la rivière Glenlyon, sa vallée se resserre entre des falaises plus élevées, elle reçoit alors les eaux de la rivière Tay sur sa rive droite, puis celles de la rivière Tummel, sur sa rive gauche, et enfin celles de la rivière Macmillan, son plus important affluent. La rivière traverse alors Pelly Crossing, sous le pont qui enjambe la Klondike Highway, avant son confluent avec le Yukon.
Deux autres passages existent, un pont à Faro, et un ferry à Ross River sur la Canol Road.

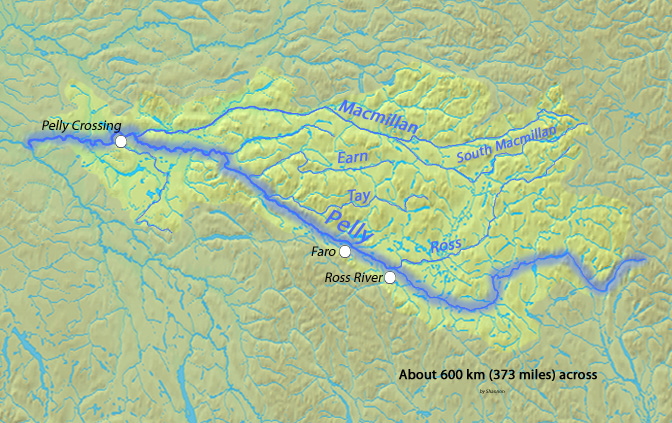
carte du bassin de la Pelly River

Son débit moyen annuel est de 700 mètres cubes par seconde, et elle draine 49 000 km2 de territoire. Son débit maximal se situe en juin-juillet, avec la fonte des glaces, et son étiage en décembre-janvier.

## Affluents
- Rivière Ross
- Rivière Macmillan